# Igreja Católica na Eslováquia
A Igreja Católica na Eslováquia faz parte da Igreja Católica universal, sob a liderança espiritual do Papa e da Santa Sé.
Cerca de 62% da população do país é católica romana (ou seja, de rito latino). O país é dividido em 8 dioceses incluindo 3 arquidioceses. Na Eslováquia, há também uma jurisdição separada para os fiéis de rito bizantino, pertencentes à Igreja Católica Bizantina Eslovaca.
A Eslováquia é o terceiro país mais católico dentre os países eslavos, superada apenas pela Polônia e a Croácia.

## História

### Evangelização
Os primeiros missionários cristãos chegaram à Eslováquia vindos da Alemanha, mais precisamente de Passau sob o reinado de Mojmír I, no início do século IX. No entanto, a cristianização dessas terras não se completou até depois do trabalho missionário dos santos Cirilo e Metódio.

### Durante o Império da Grande Morávia
O estabelecimento da hierarquia eclesiástica na Eslováquia data do tempo de sua cristianização. A importância da presença hierárquica foi sentida pelo príncipe Rastislau, governante da Grande Morávia, que no ano 861 decidiu pôr fim à influência dos francos na região e pediu ao papa para enviar professores que pudessem formar o clero local. O Papa não respondeu e Rastislau dirigiu-se ao imperador bizantino Miguel III, que enviou os santos Cirilo e Metódio, dois monges de Salônica. Metódio foi responsável pelo estabelecimento da Diocese de Nitra, em 880, na cidade de Nitra, que foi imediatamente colocada sob a autoridade do papa.

### Idade Média e domínio húngaro
A hierarquia eclesiástica do Império da Morávia não sobreviveu à queda do estado eslavo, que significou a anexação do território da Eslováquia ao da Hungria. Por volta do ano 1000 foram construídas na Hungria dez dioceses e maior parte do território eslovaco foi incluído na diocese mais ao norte, a de Diocese de Esztergom e a de Eger.

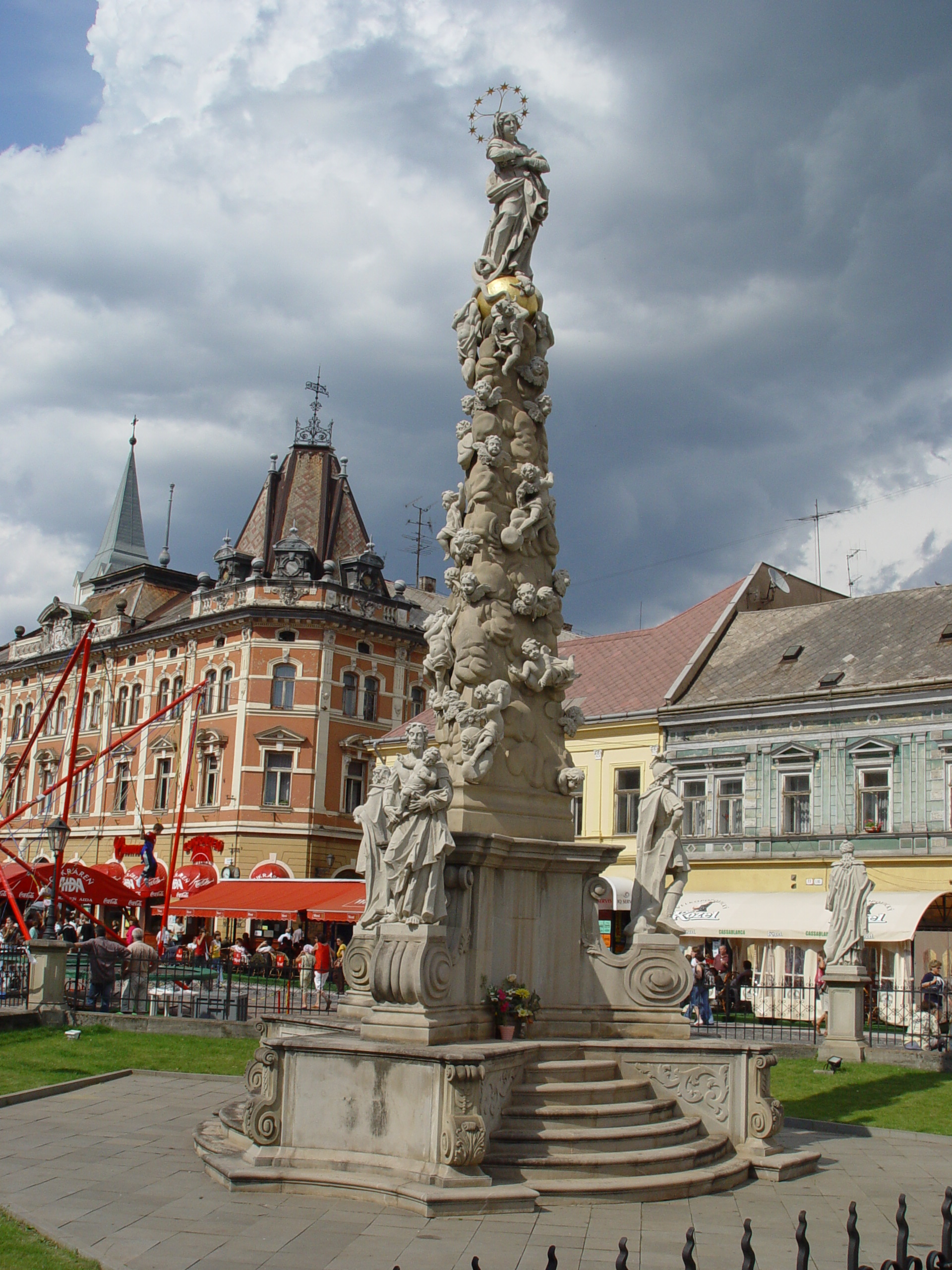
A coluna da Imaculada em Košice

Entre as tensões dos séculos XVI e XVII acumulam-se com os protestantes, que muitas vezes levaram a lutas abertas, cuja preferência política foi evidente. A alta nobreza, fiel aos Habsburgo, defendeu o catolicismo, enquanto a nobreza subalterna inclinada a um Reino independente da Hungria estava mais inclinada a abraçar a Reforma Protestante. Os sinais tangíveis dessas lutas continuam sendo as colunas dedicadas à Virgem Maria, com a dupla função da devoção erguida após guerras e pragas e afirmação da catolicidade em oposição à crítica protestante do culto dos santos. Ainda hoje, evangélicos e luteranos são numerosos grupos na Eslováquia.

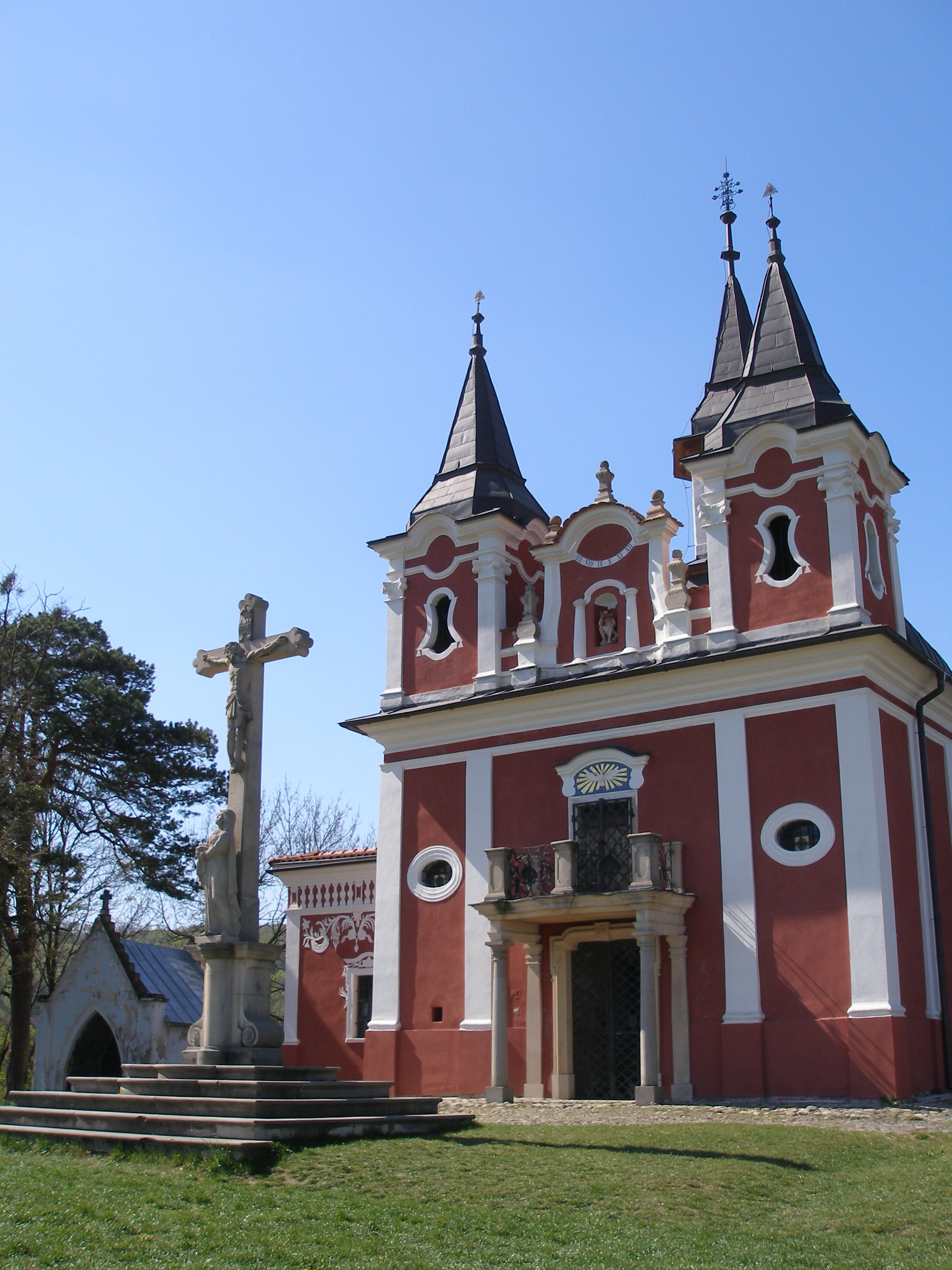
A igreja da Santa Cruz no Calvário de Prešov.

Até a edição do missal pós-Concílio de Trento de São Pio V, na Eslováquia estava em uso rito próprio, usado pela arquidiocese de Esztergom. Os mesmos livros litúrgicos também foram usados nas dioceses sufragâneas. O Missal de Esztergom permaneceu em uso até o sínodo de 1629, realizado em Trnava, onde ocorreu a aceitação do Missal de Pio V, mas com a adição de festas os santos do Reino da Hungria, dois dos quais também foram incluídos no calendário romano geral: Santo Estêvão e Santo Adalberto O rito húngaro ainda teve numerosas edições até 1909 e permaneceu em uso até meados do século XX. A Eslováquia Oriental, que estava sujeita à Arquidiocese de Eger, adotou o Rito de Eger, impresso pela primeira vez em Košice em 1666 e substancialmente semelhante ao Rito de Esztergom. Algumas diferenciações foram introduzidas com a edição de 1702. A última edição foi impressa em 1898.
No século XIX foi erigido na Eslováquia o primeiro distrito de rito bizantino, a Eparquia de Prešov. Inicialmente intimamente ligado à Eparquia de Mukačeve na Transcarpátia, antes formando com ela uma única igreja. Mais tarde separando-se da Igreja Católica Bizantina Rutena, dando origem a sua própria igreja sui iuris, Igreja Católica Bizantina Eslovaca. Ao contrário das dioceses romanas, a Eparquia de Prešov tinha e ainda possui até hoje uma composição étnica compacta, com clérigos e fiéis de origem rutena.
Algumas tradições e costumes ainda são comuns à Eslováquia e à Hungria: entre estes talvez a mais evidente seja a presença de uma montanha sagrada, como foi o Calvário, à Paixão de Cristo e com funções também de cemitério. Eles também são comuns na Polônia e  naLituânia. As procissões da Via sacra são realizadas lá. Os montes sagrados estão localizados nas colinas, perto de quase todas as principais cidades: Bratislava, Trnava, Nitra, Banská Bystrica, Košice e Prešov são exemplos notáveis.

### ORisorgimento
A Igreja Católica desempenhou um papel significativo no Risorgimento (em português:  Ressurgimento), período importante para a consciência da identidade nacional eslovaca e para a codificação do eslovaco, levada à frente pela primeira vez pelo padre Anton Bernolák, fundador da Sociedade Instruída Eslovaca. O Risorgimento eslovaco foi liderado por figuras religiosas, tanto evangélicas como católicas. As divergências entre as duas confissões eram esporádicas, mas melhoraram após a visita de Dobrá Voda, em que um grupo de jovens patriotas protestantes Ľudovít Štúr, Jozef Miloslav Hurban e Michal Miloslav Hodža homenagearam o escritor e padre católico Ján Hollý.
Neste período foi importante a impressão do livro de oração Nábožné výlevy, editado por Andrej Radlinský. A primeira edição é de 1850 e outras se seguiram até 1945. O livro, que foi amplamente distribuído entre os fiéis, era usado em casa e na igreja. Na verdade, inclui fundamentos do Catecismo, juntamente com biografias de santos, meditação e oração pessoal, e também canções litúrgicas.
Em 1870 foi fundada em Trnava a Sociedade de Santo Adalberto, um círculo cultural católico importante para a divulgação de livros e periódicos católicos em língua eslovaca. Aparece em 1909 o Cancionário espiritual católico com ritual (em eslovaco:  Duchovný Spevník Katolícky s rituálom), editado por A. Matzenauer. Embora a maioria das músicas estejam em latim, as rubricas estão em eslovaco. Entre 1913 e 1926, a Sociedade de Santo Adalberto traduziu toda a Bíblia para o eslovaco moderno.

### A Tchecoslováquia no entre-guerras
Após a queda do Império Austro-Húngaro, a Eslováquia não constituiu uma província eclesiástica, pois as dioceses eslovacas eram todas as sufragâneas de arquidioceses húngaras. Este problema foi agravado pelo fato de que quase todos os altos escritórios eclesiais (bispos, cânones, decanos, capelães papais) eram prerrogativas da Hungria ou de eslovacos magiarizados.
O governo tchecoslovaco de Praga queria prosseguir com uma rápida demagiarização (retirar as influências húngaras da Eslováquia), o que também envolveu a Igreja Católica. O caso do bispo de Nitra, Viliam Batthyány, que renunciou e emigrou para a Hungria, onde morreu em 1923, é emblemático. Os bispos de Banská Bystrica e Spiš também emigraram para a Hungria, enquanto o de Rožňava morreu em 1920. Somente em Košice permaneceu um bispo húngaro.
A Santa Sé tomou consciência da situação política alterada e Bento XV no segredo consistório de 13 de novembro de 1920 nomeou três bispos eslovacos, deixando temporariamente a sé de Rožňava vacante. Os três bispos foram consagrados na mesma cerimônia em Nitra em 13 de fevereiro de 1921 pelo núncio apostólico na Tchecoslováquia, Clemente Micara.
No entanto, uma boa parte da arquidiocese de Esztergom estava agora em território tchecoslovaco e isso exigiu o estabelecimento de uma administração apostólica sediada em Trnava e também neste caso um administrador apostólico eslovaco foi eleito.
De fato, a presença de administradores apostólicos em Trnava, Rožňava e Košice, tornou essas dioceses imediatamente dependentes da Santa Sé, com maior autonomia das metrópoles húngaras.
A instituição formal de uma província eclesiástica eslovaca independente ocorreu pela primeira vez em 2 de fevereiro de 1928 por ocasião da assinatura de um Modus vivendi entre a Tchecoslováquia e a Santa Sé. Em 1937, as fronteiras das dioceses eslovacas também foram adaptadas às fronteiras entre a Áustria e a Eslováquia.
Em 1937, o Cancionário Católico Único (em eslovaco:  Jednotný katolícky spevník) foi publicado pela primeira vez, uma coleção de cantos litúrgicos para o Rito Romano, que era o único cancionário usado nas igrejas. Concebido entre 1921 e 1936 por iniciativa do Mons. Ján Pöstényi, administrador da Sociedade de Santo Adalberto, foi compilado pelo compositor e mestre do coro Mikuláš Schneider-Trnavský, que compôs 226 das mais de 500 músicas do livro.

### Tiso e a Primeira República Eslovaca
Em 14 de março de 1939, o Parlamento eslovaco declarou por unanimidade a independência do país e, no dia seguinte, as tropas alemãs invadiram o que restava da Tchecoslováquia.
Jozef Tiso, um padre católico, foi primeiro-ministro da Eslováquia independente entre 14 de março de 1939 a 26 de outubro do mesmo ano, quando se tornou presidente da República; enquanto isso - em 1 de outubro - ele também era presidente do Partido Popular da Eslováquia. A partir de 1942, ele assumiu o título de Vodca, correspondente ao alemão Führer ou ao italiano Duce.
A independência da Eslováquia foi ilusória, já que o país era, de fato, um estado vassalo da Alemanha Nazi), que estava vinculado por um "tratado de proteção" desde 23 de março de 1939. Em contrapartida, a Eslováquia se tornou independente de Praga.
O Partido do Povo Eslovaco aprovou o pedido dos nazistas de uma legislação antissemita, cujo principal exemplo é representado pelos 270 artigos do chamado código judaico de 9 de setembro de 1941. De acordo com esta legislação, os judeus na Eslováquia não podiam ser proprietários de bens imobiliários ou de luxo, eram excluídos de cargos públicos e profissões freelance, não podiam participar de eventos esportivos ou culturais, também eram excluídos das escolas secundárias e das universidades, além do veto de exibição pública da estrela de David.
Tiso – como muitos da época – tinha ideias antissemitas muito específicas, como algumas das suas cartas do período final da Segunda Guerra Mundial e algumas de suas afirmações demonstram, mas como padre ele se opunha à violência e, portanto, exclui-se que ele aceite o conceito de "solução final", isto é, do genocídio –neste caso o Holocasto. Em qualquer caso, sua posição e seu papel, como sacerdote católico, colocam as autoridades do Vaticano em situação embaraçosa.

### Depois da Segunda Guerra Mundial

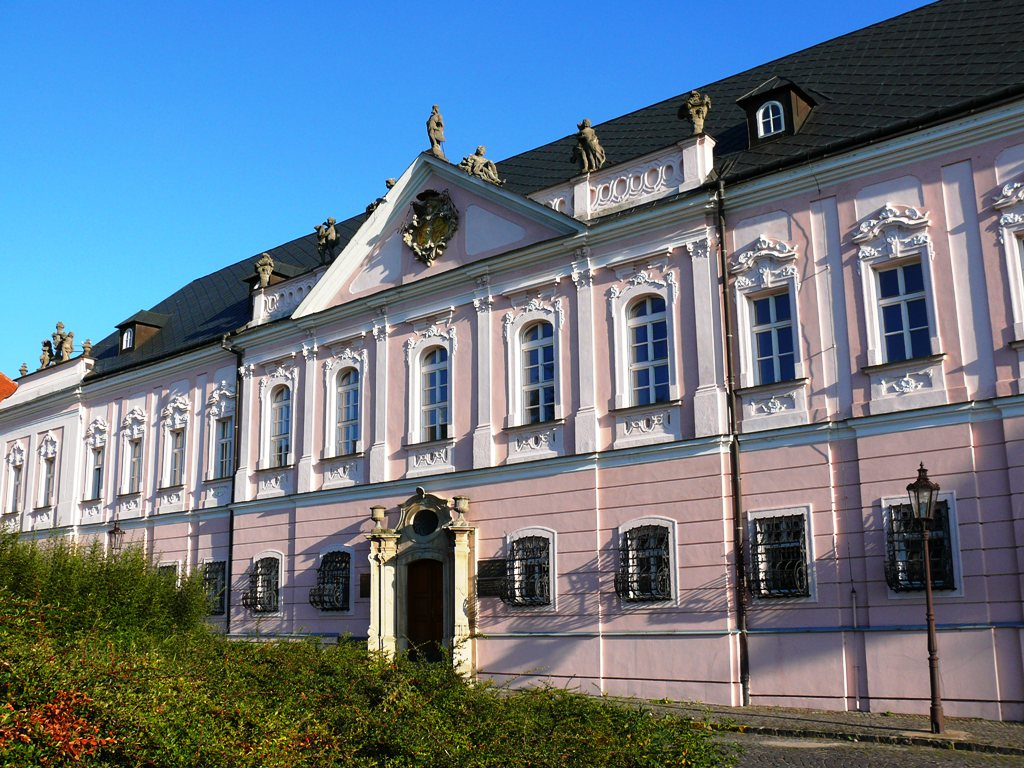
O seminário de Nitra era o único seminário em operação na Eslováquia durante o comunismo.

A presença de um regime comunista após a Segunda Guerra Mundial foi um obstáculo para qualquer atividade religiosa. Muitas dioceses permaneceram vacantes durante muito tempo, sacerdotes e bispos foram detidos por longos períodos e sujeitos a uma vigilância rigorosa, muitas vezes acusados de atividades antiestatais. Alguns encontraram a morte na prisão, como o Beato Pavel Peter Gojdič, eparca de Prešov.
A Igreja Católica Bizantina Eslovaca foi oficialmente proibida, e em 1950 foi convocado um sínodo ilegítimo que sancionou sua participação no Patriarcado de Moscou. Muitos católicos do rito bizantino passaram durante este período ao rito romano, enquanto todas as propriedades da Igreja bizantina foram transferidas para a Igreja Ortodoxa.
A Igreja Católica reagiu, formando a chamada igreja subterrânea, podendo manter contato com a Santa Sé e limitar a influência da associação pró-governo Pacem in terris. Esta associação foi uma tentativa do governo comunista de controlar e domar a Igreja Católica. Os seus expoentes eram, em geral, administradores das dioceses e a Santa Sé nunca quis nomeá-los "bispos". Os bispos eram ordenados em segredo. Um bom exemplo é a figura do bispo Ján Chryzostom Korec, de longa data, que somente com a queda do regime pôde ter seu lugar na Diocese de Nitra e mais tarde se tornar cardeal. O cardeal Agostino Casaroli, rivalizando a Ostpolitik, realizou duas visitas à Checoslováquia, em 1967 e 1975.

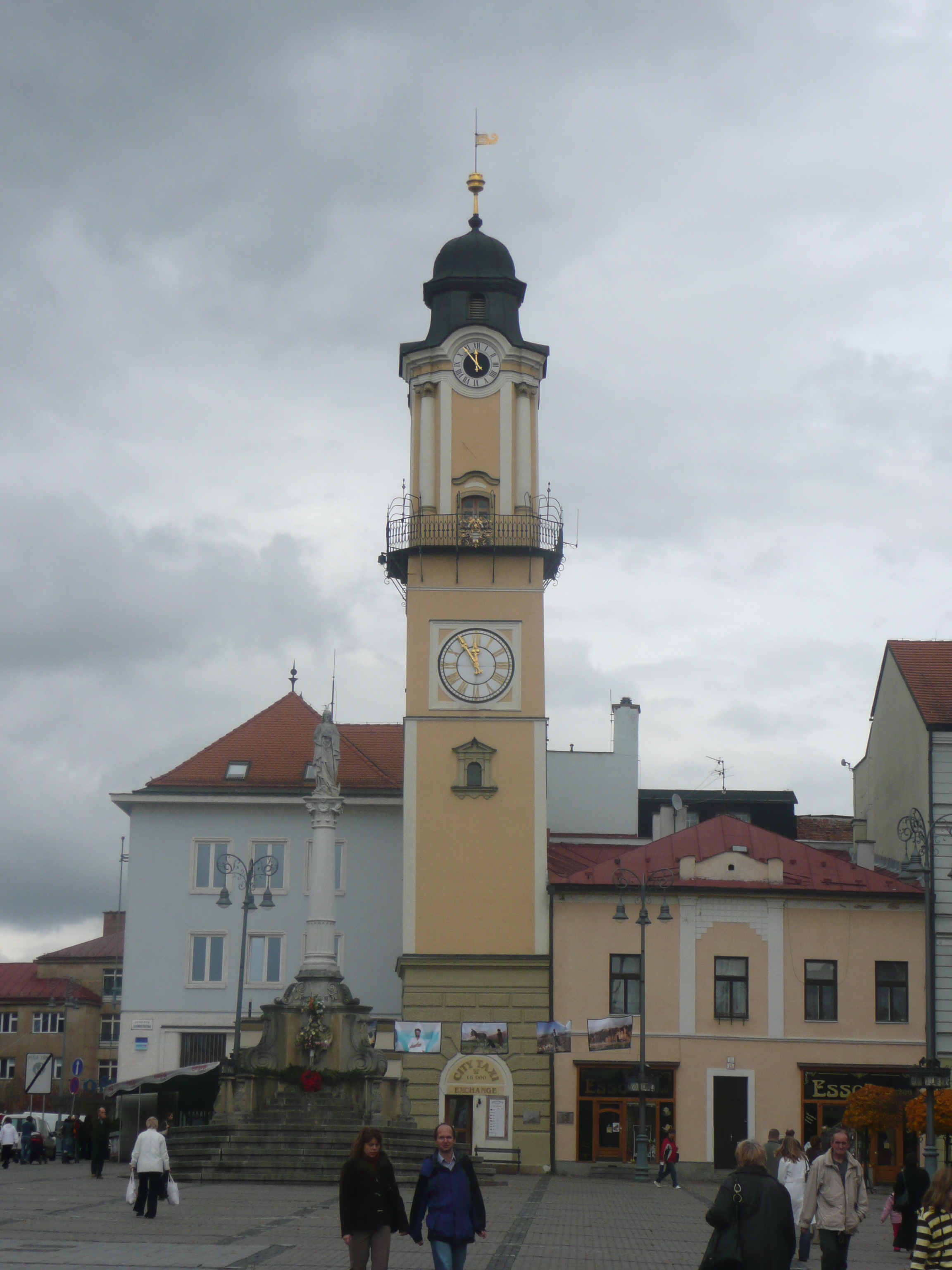
A coluna mariana na praça central de Banská Bystrica foi colocada em 1964, porque consideravam embaraçoso para Nikita Khrushchov realizar um discurso com ela na praça. Hoje em dia foi novamente posta em sua posição original.

### Fim do regime e Eslováquia independente
A Revolução de Veludo trouxe nova liberdade à Igreja Católica. Foi possível nomear bispos nas sés até então vacantes, foi possível reabrir os seminários diocesanos (durante o comunismo só havia um seminário em funcionamento em toda a Eslováquia), os bens da Igreja Bizantina foram restaurados e as antigas raízes religiosas dos eslovacos voltaram à luz.

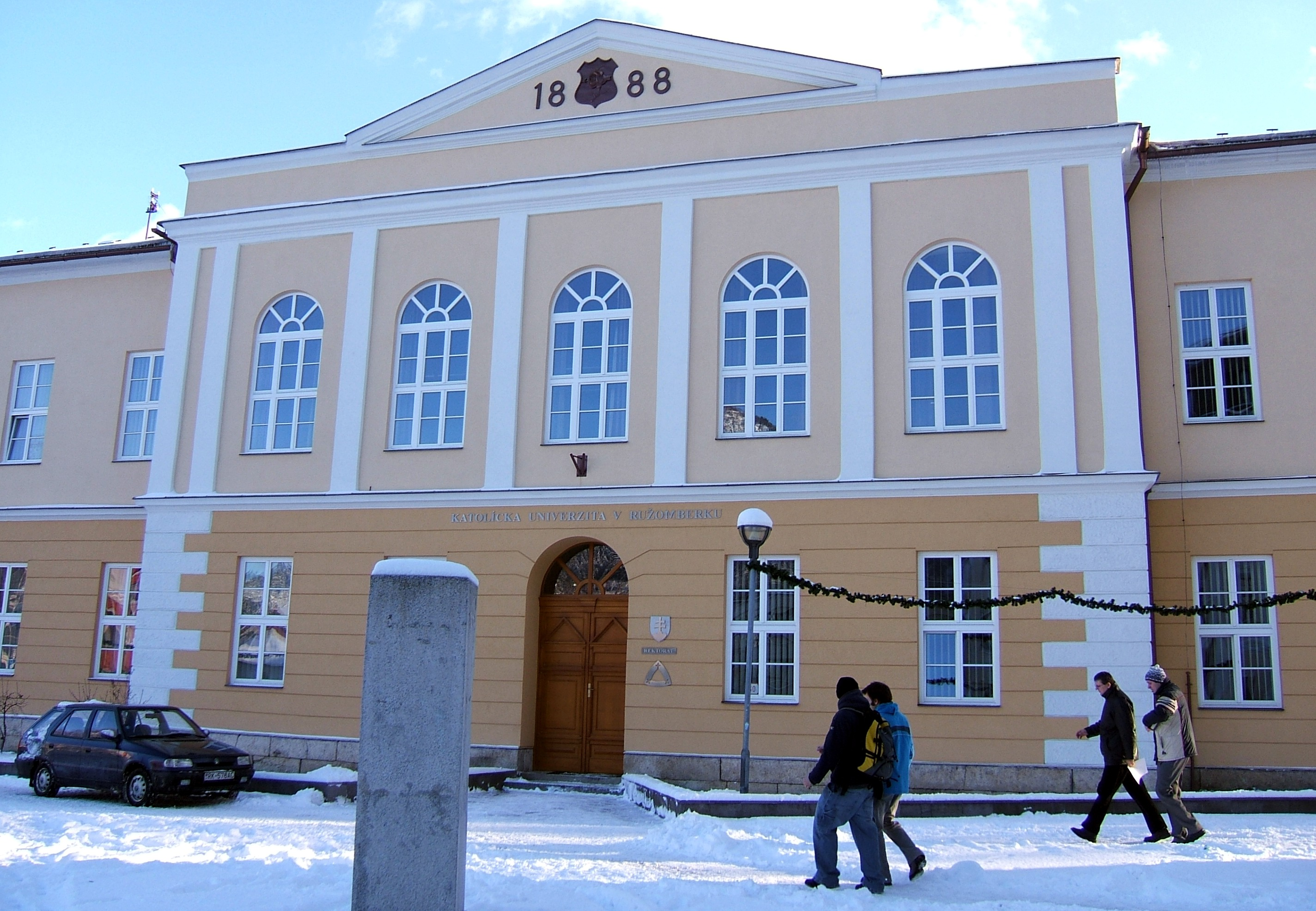
Universidade Católica de Ružomberok

A independência eslovaca em 1993 facilitou ainda mais esse florescimento, já que os católicos agora constituíam a maioria da população. Neste clima, houve a Constituição Apostólica Pastorali quidem permoti com a qual João Paulo II quis estabelecer uma segunda província eclesiástica na Eslováquia, fazendo de Košice arquidiocese metropolitana, que tem como sufragâneas as dioceses de Spiš e Rožňava.
Outros sinais tangíveis da atenção de João Paulo II foram suas três viagens apostólicas a Eslováquia, em 1990, 1995 e 2003, que passou por todas as dioceses, e os títulos de cardeais concedidos a Jozef Tomko, em 1985, e a Jan Chryzostom Korec, em 1991, além da canonização dos mártires de Košice (1995) e as beatificações de Metod Dominik Trčka (2001), Pavel Peter Gojdič (2001) e Vasil' Hopko (2003).
Em 10 de maio de 2000, uma Universidade Católica foi inaugurada em Ružomberok, sob a orientação da Conferência Episcopal Eslovaca. As faculdades de teologia, filosofia, pedagogia e medicina foram os primeiros cursos implantados.
Em 20 de janeiro de 2003 com a Concordata entre a Eslováquia e a Santa Sé, foi estabelecido um ordinariato militar no país.
Nos primeiros meses de 2008 o Papa Bento XVI promoveu uma reorganização das circunscrições eclesiásticas eslovacas. Em 30 de janeiro, a Eparquia de Prešov tornou-se uma arquieparquia metropolitana, o Exarcado Apostólico de Košice foi elevado a eparquia e foi erigida a Eparquia de Bratislava.
Em 14 de fevereiro, a arquidiocese de Bratislava-Trnava foi dividida nas duas arquidioceses de Bratislava e Trnava, a primeira das quais é a sede metropolitana. Além disso, a diocese de Žilina foi erigida e as dioceses de Nitra e Banská Bystrica foram afetadas por variações territoriais significativas.

## Organização territorial

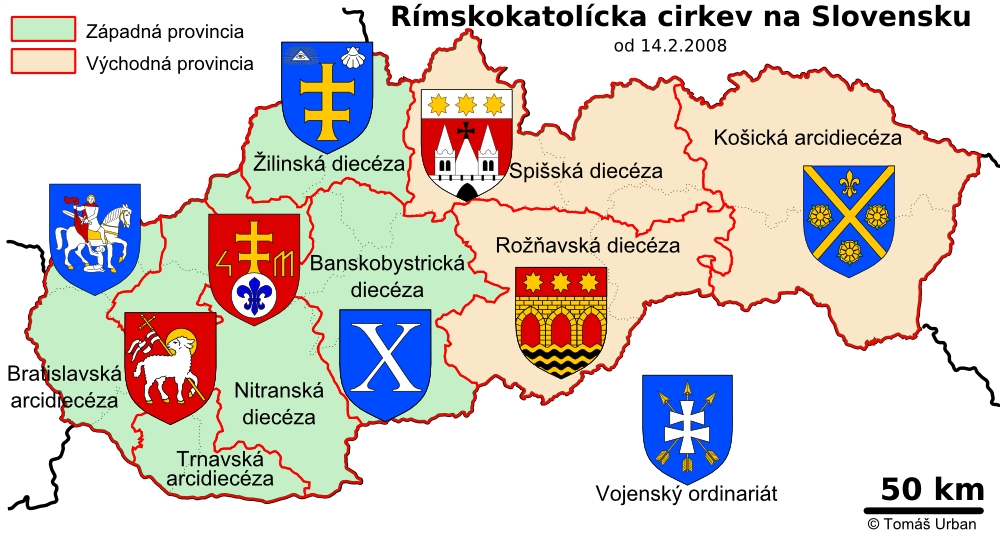
Dioceses católicas de rito romano da Eslováquia

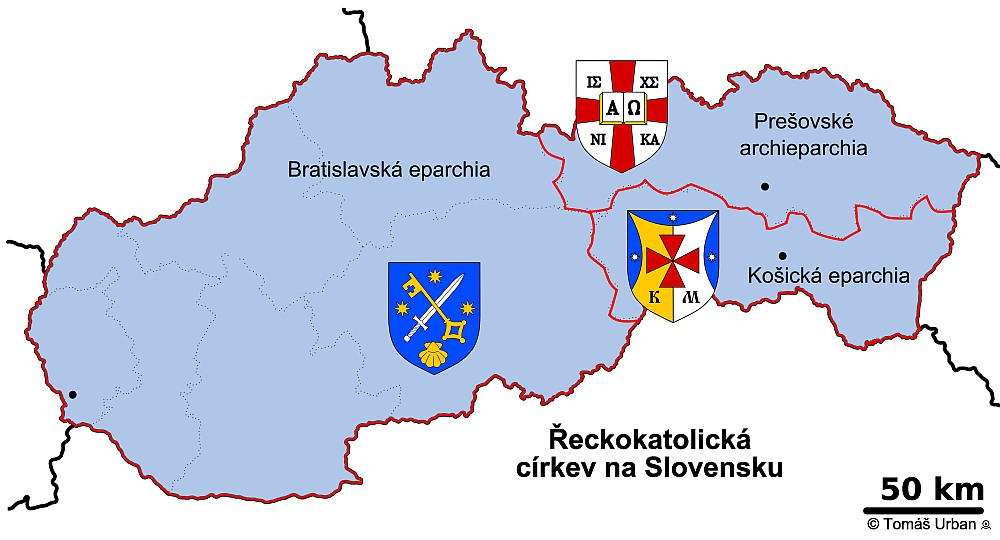
Dioceses da Igreja Católica Bizantina Eslovaca

### Dioceses de rito romano

#### Província eclesiástica de Bratislava
- Arquidiocese de Bratislava
  - Arquidiocese de Trnava
  - Diocese de Banská Bystrica
  - Diocese de Nitra
  - Diocese de Žilina

#### Província eclesiástica de Košice
- Arquidiocese de Košice
  - Diocese de Rožňava
  - Diocese de Spiš
- Ordinariato militar da Eslováquia

### Dioceses da Igreja Católica Bizantina Eslovaca

#### Província eclesiástica de Prešov
- Arquieparquia de Prešov
  - Eparchia de Bratislava
  - Eparchia de Košice

## Nunciatura Apostólica
A nunciatura apostólica da Eslováquia foi estabelecida em 1º de janeiro de 1993 com o breve apostólico Ad firmiores reddendas de São João Paulo II.

### Núncios apostólicos
- Giovanni Coppa † (1º de janeiro de 1993 – 2 de março de 1994)
- Luigi Dossena † (2 de março de 1994 – 8 de fevereiro de 2001)
- Henryk Józef Nowacki (8 de fevereiro de 2001 – 28 de novembro de 2007 – nomeado núncio apostólico para Igreja Católica da Nicarágua)
- Mario Giordana (15 de março de 2008 – 1º de abril de 2017)
- Giacomo Guido Ottonello (1º de abril de 2017 – presente)

## Conferência episcopal
Os bispos do país formam a Conferência Episcopal da Eslováquia (em eslovaco:  Konferencia Biskupov Slovenska, KBS), e cujos estatutos foram aprovados pela Santa Sé em 2000.
A KBS é membro do Conselho de Conferências Episcopais da Europa. Seu atual presidente é o arcebispo de Bratislava, Stanislav Zvolenský, desde 28 de outubro de 2009.